# Молино ди Роди (Кунео)
Молино ди Роди је насеље у Италији у округу Кунео, региону Пијемонт.
Према процени из 2011. у насељу је живело 20 становника. Насеље се налази на надморској висини од 178 м.